# Stadion Wojska Polskiego (Varșovia)
Stadionul Armatei Poloneze, oficial denumit Stadion Wojska Polskiego w Warszawie imienia Marszałka Józefa Piłsudskiego, cunoscut și ca Pepsi Arena, este un stadion de fotbal din Varșovia, Polonia. Acesta este stadionul de casă al clubului Legia Varșovia încă din 9 august 1930. Cu o capacitate de 31.103 de locuri, acesta este al 4-lea stadion de fotbal ca mărime din Ekstraklasa și al 6-lea din țară.
Între 2008-2011 stadionul a suferit o reconstrucție completă, capacitatea stadionului fiind crescută de la 13.500 la 31.103 de locuri.
În trecut deținut de Armata Poloneză, stadionul este în prezent în proprietatea orașului Varșovia. Pe baza contractului de sponsorizare cu PepsiCo, din 2011 stadionul este numit Pepsi Arena.

## Meciurile naționalei Poloniei

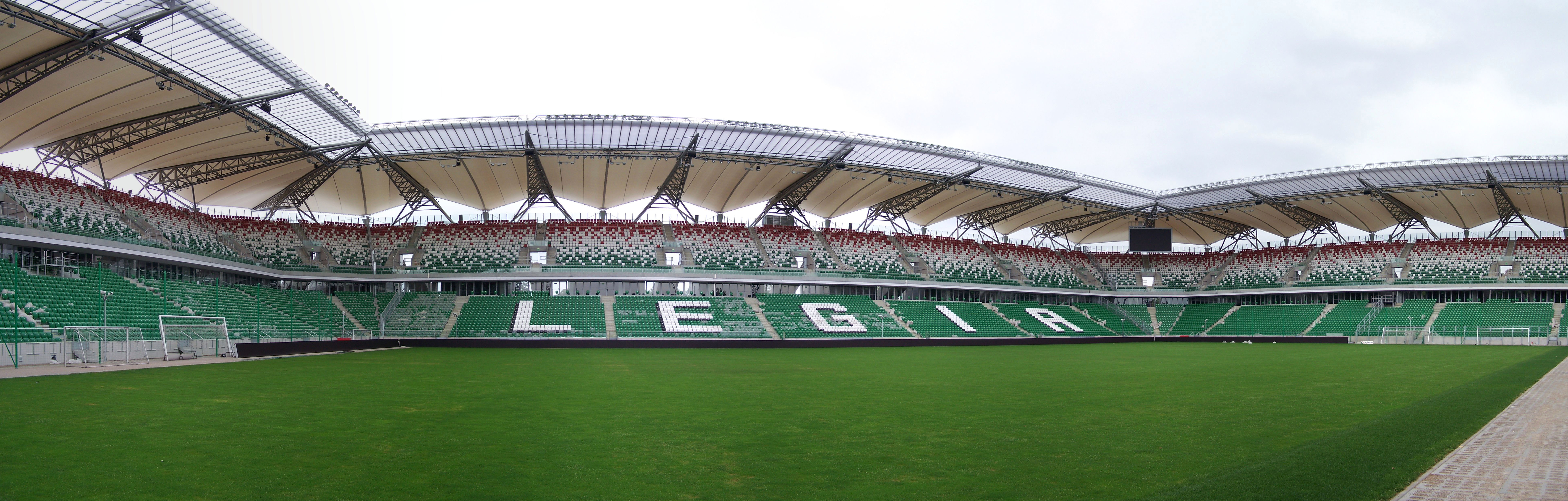
Stadion Wojska Polskiego (Pepsi Arena)

| Nr. | Competiția | Data              | Oponent   | Spectatori | Rezultat | Marcatori pentru Polonia                                                      |
| --- | ---------- | ----------------- | --------- | ---------- | -------- | ----------------------------------------------------------------------------- |
| 1   | Amical     | 5 iunie 2012      | Argentina | 12,000     | 2:1      | Adrian Mierzejewski, Paweł Brożek                                             |
| 2   | Amical     | 9 iunie 2011      | Franța    | 30,000     | 0:1      | -                                                                             |
| 3   | Amical     | 2 septembrie 2011 | Mexic     | 18,000     | 1:1      | Paweł Brożek                                                                  |
| 4   | Amical     | 2 iunie 2012      | Andorra   | 26,000     | 4:0      | Ludovic Obraniak, Robert Lewandowski, Jakub Błaszczykowski, Marcin Wasilewski |